# Балабани (рід)

Варіант гербу Корчак

Балабани гербу Корчак — руський шляхетський рід. Походять, очевидно, від волинського боярського роду Мишок. Згадуваний у джерелах Масько Балабан зветься стриєчним братом Петра Мишки. Балабани, як і Мишки, користувалися знаком «Корчак».

## Представники
- Васько Балабан зі Стратина, згаданий 4 червня 1464[2]
- Адам Балабан — кузин Олександра,[3] брат Ісаї, небіж Гедеона
- Гедеон (Балабан) — єпископ
- Гедеон Балабан — архимандрит
- Ісая Балабан

- Василь, дружина — Жолкевська
  - Олександр Балабан
    - Юрій Балабан